# Manuel Gavilán
Manuel Gavilán (1921-2010) fue un futbolista paraguayo que jugaba de mediocentro derecho o lateral, quizás como uno de los mejores de la historia en esos puestos. Fue integrante de la selección de fútbol de Paraguay en la Copa Mundial de Fútbol de 1950 que se jugó en Brasil. Jugando en la Copa América cuenta con el mejor registro de un futbolista paraguayo al salir subcampeón en las ediciones de 1947, 1949 y campeón en 1953 con la selección albirroja de su país.
Fue abuelo materno de Celso Ayala.

## Trayectoria
Emergió en el ámbito deportivo de Asunción hacia mediados de la década de 1940 en el Club Libertad. Pionero de una destacada cohorte de futbolistas que representaron los colores blanco y negro de su club, para luego enfundarse en la camiseta albirroja de la selección de fútbol de Paraguay durante los años 1953 y 1955. Su nombre adquiriría notoriedad a partir del 8 de julio de 1945, fecha en la que debutó en la selección, siendo convocado de manera constante hasta el 21 de marzo de 1954, cuando finalizaron las Eliminatorias Sudamericanas para la Copa Mundial de 1954 en el estadio Maracaná.
Durante ese lapso de tiempo, transcurrieron diez años completos y 32 partidos en los que siempre fue titular, incluyendo los encuentros de la Copa Rosa Chevallier Boutell disputados durante varios años contra la selección de fútbol de Argentina, los Campeonatos Sudamericanos de 1947 en Guayaquil, 1949 en Brasil y 1953 en Lima, así como su participación en la Copa Mundial de Fútbol de 1950.
Sin embargo, sus momentos más destacados se vivieron en los tres campeonatos sudamericanos, donde Paraguay obtuvo el subcampeonato en Guayaquil y Brasil, y se consagró campeón en Lima, contando con un equipo de gran nivel. Gavilán destacó al marcar el único gol de su participación en la selección en el último encuentro contra Brasil, donde Paraguay ganó 3-2 y se coronó campeón. Además, en su etapa en Libertad entre 1952 y 1956, el equipo fue reconocido como el mejor del siglo XX.
Libertad fue la base del equipo en Lima, dirigido por el entrenador Manuel Fleitas Solich. Sus compañeros de equipo, como Robustiano Maciel, Antonio Cabrera, Ireneo Hermosilla, formaron junto a Gavilán y Leguizamón (quien luego pasaría al Club Olimpia]]) la sólida línea defensiva y centrocampista de la selección. El portero Adolfo Riquelme fue otro destacado jugador en esa formación.
En el frente ofensivo, los jugadores del Club Olimpia, Ángel Berni en la punta derecha y Juan Ángel Romero como interior izquierdo, junto con Atilio López y los también jugadores del Club Libertad, Rubén Fernández y Antonio Ramón Gómez, completaron la delantera.